# Боргофранко сул По
Боргофранко сул По (итал. Borgofranco sul Po) је насеље у Италији у округу Мантова, региону Ломбардија.
Према процени из 2011. у насељу је живело 420 становника. Насеље се налази на надморској висини од 11 м.

## Становништво
| 1931. | 1936. | 1951. | 1961. | 1971. | 1981. | 1991. | 2001. | 2011. |
| ----- | ----- | ----- | ----- | ----- | ----- | ----- | ----- | ----- |
| 2.573 | 2.477 | 2.352 | 1.712 | 1.269 | 1.156 | 1.009 | 896   | 790   |